# Публий Корнелий (претор)
Публий Корнелий (лат. Publius Cornelius; умер в 234 году до н. э.) — римский политический деятель из патрицианского рода Корнелиев, претор и наместник Сардинии в 234 году до н. э. Известен благодаря единственному упоминанию у византийского историка Зонары: тот пишет, что один из консулов 234 года до н. э., Спурий Карвилий Максим Руга, отправленный сенатом на Корсику, был вынужден принять под своё управление и Сардинию, так как Публий вместе с большей частью своих солдат умер во время эпидемии.